# Cantó de Huningue
El cantó de Huningue (alsacià kanton Hinige) és una divisió administrativa francesa situat al departament de l'Alt Rin i a la regió del Gran Est

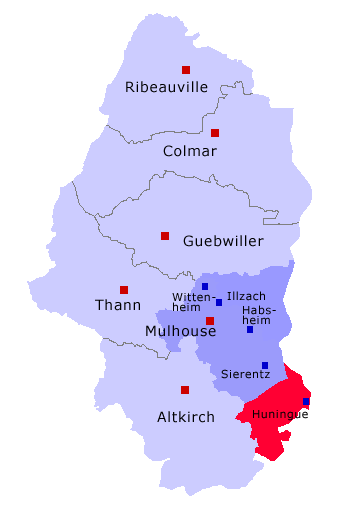
representació del cantó de Huningue al districte de Mülhausen i al departament de l'Alt Rin

## Composició
El cantó aplega 21 comunes :
| Nom alsacià      | Nom francès           | Nom alemany      |
| Àtteschwíller    | Attenschwiller        | Attenschweiler   |
| Blohze           | Blotzheim             | Blotzheim        |
| Büschwíller      | Buschwiller           | Buschweiler      |
| Folgeschburg     | Folgensbourg          | Folgensburg      |
| Hagene           | Hégenheim             | Hegenheim        |
| Häsige           | Hésingue              | Hesingen         |
| Hìnige           | Huningue              | Hüningen         |
| Knehrige         | Knœringue             | Knöringen        |
| Layme            | Leymen                | Leymen           |
| Liebedswíller    | Liebenswiller         | Liebensweiler    |
| Neederhàgethàl   | Hagenthal-le-Bas      | Niederhagenthal  |
| Needermíchelbàch | Michelbach-le-Bas     | Niedermichelbach |
| Neederraischbe   | Ranspach-le-Bas       | Niederranspach   |
| Neidorf          | Village-Neuf          | Neudorf          |
| Neiwíller        | Neuwiller             | Neuweiler        |
| Oberhàgethàl     | Hagenthal-le-Haut     | Oberhagenthal    |
| Obermíchelbàch   | Michelbach-le-Haut    | Obermichelbach   |
| Oberraispe       | Ranspach-le-Haut      | Oberranspach     |
| Rosenöi          | Rosenau               | Rosenau          |
| Saint-Louis      | Saint-Louis (Alt Rin) | Sankt Ludwig     |
| Wanzwíller       | Wentzwiller           | Wenzweiler       |

## Conseller general de l'Alt Rin
- 1967-1992: André-Paul Weber (UDF)
- 1992- : Frédéric Striby (DVD)